# Mikojan-Gurewitsch I-221
Die Mikojan-Gurewitsch I-221 (russisch Микоян-Гуревич И-221) war der Prototyp eines einsitzigen Jägers für den Stratosphärenbereich aus der Zeit des Zweiten Weltkrieges. Die Projektbezeichnung lautete 2A, als eventueller Serienname war MiG-7 vorgesehen. Die Entwicklungsarbeiten führte das Konstruktionsteam Mikojan-Gurewitsch durch. Es handelt sich um einen einmotorigen, einsitzigen Tiefdecker mit einem Spornradeinziehfahrwerk in Gemischtbauweise.

## Entwicklung
Als Ausgangsmuster diente das in 3322 Exemplaren gebaute Höhenjagdflugzeug MiG-3 aus dem Jahre 1940. 1943 begannen die Entwicklungsarbeiten des Typs, der gegen die sich in der Entwicklung befindlichen Aufklärer Junkers Ju 388 K und L eingesetzt werden sollte. Am 2. Dezember 1943 wurde der Erstflug von Pjotr Schurawljow durchgeführt.
Die I-221 besaß trapezförmige Tragflächen mit im Gegensatz zur MiG-3 um fünf Quadratmeter vergrößerter Fläche. Der V12-Motor vom Typ Mikulin AM-39A besaß einen erstmals vom OKB Mikojan-Gurewitsch verwendeten Kompressor. Bedingt durch das schwere Triebwerk musste die vorgesehene Bewaffnung mit SchWAK-Maschinenkanonen durch Maschinengewehre der Typen SchKAS und UBS ersetzt werden.
Die Flugerprobung brachte einige Mängel zutage, so die schlechte Sicht des Piloten und die schwache Bewaffnung. Das Fehlen der Druckkabine beeinträchtigte die Wirksamkeit der I-221. Schließlich wurde der Prototyp bei einem Testflug nach dem Ausfall des Motors zerstört. So wurde das Projekt 2A schließlich aufgegeben und die Kritikpunkte in den Nachfolgemodellen I-222 (Projekt 3A) und I-224 (Projekt 4A) beseitigt.

## Technische Daten

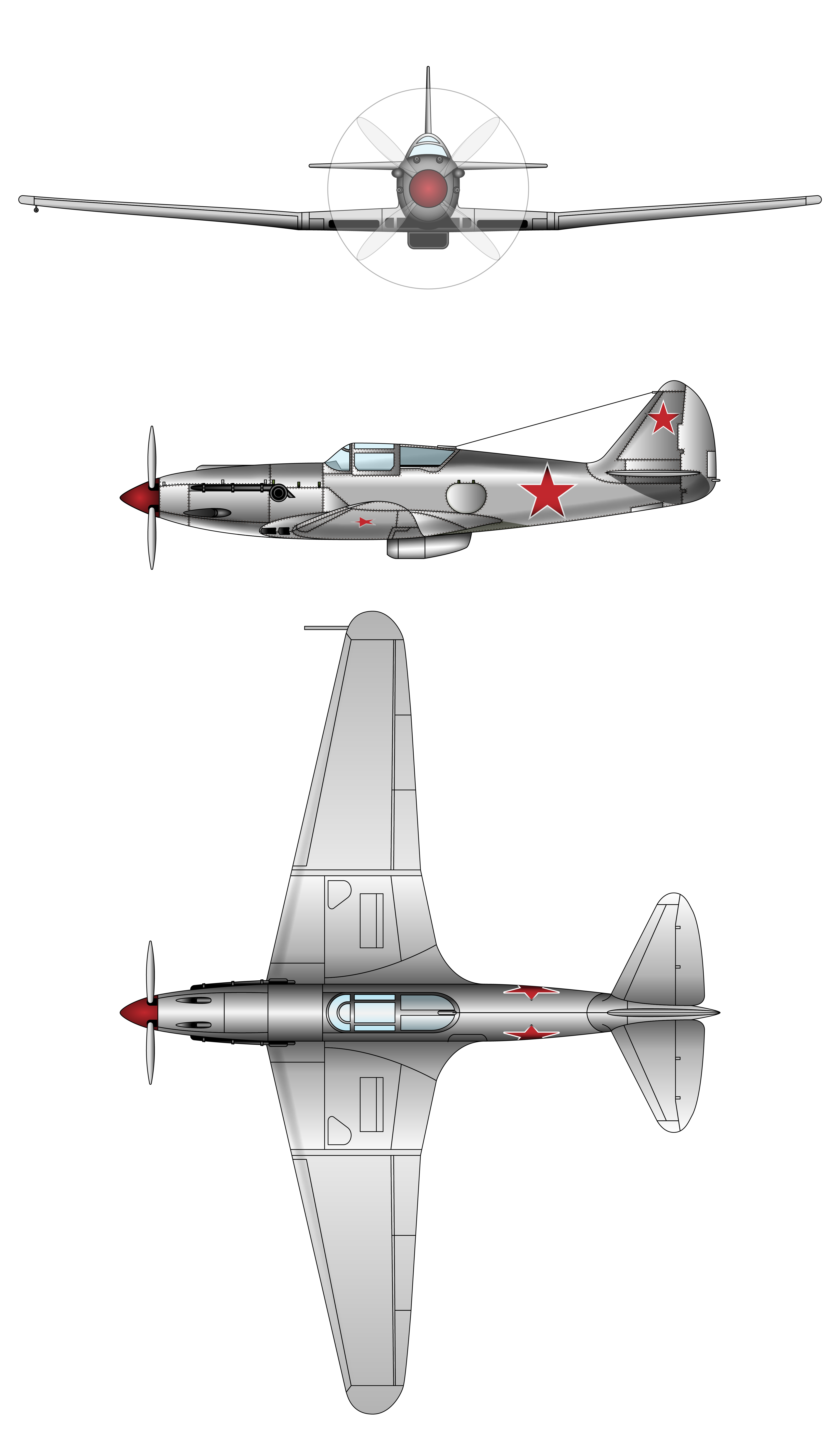
Farbige Dreiseitenansicht der I-221

| Kenngröße             | Daten                                                                         |
| --------------------- | ----------------------------------------------------------------------------- |
| Konstrukteur(e)       | Artjom Mikojan, Michael Gurewitsch                                            |
| Baujahr(e)            | 1943                                                                          |
| Besatzung             | 1 Pilot                                                                       |
| Länge                 | 9,55 m                                                                        |
| Flügelspannweite      | 13,00 m                                                                       |
| Flügelfläche          | 22,44 m²                                                                      |
| Flügelstreckung       | 7,5                                                                           |
| Leermasse             | 3.460 kg                                                                      |
| Startmasse            | 3.800 kg                                                                      |
| Flächenbelastung      | 169 kg/m²                                                                     |
| Antrieb               | ein flüssigkeitsgekühlter V-Motor Mikulin AM-39 mit zwei TK-2B-Kompressoren   |
| Leistung              | 1.400 kW (ca. 1.900 PS) Startleistung 1.140 kW (ca. 1.550 PS) in 7.000 m Höhe |
| Höchstgeschwindigkeit | 690 km/h in 7.000 m Höhe                                                      |
| Steigzeit             | 4,6 min auf 5.000 m Höhe                                                      |
| Dienstgipfelhöhe      | 13.100 m                                                                      |
| Reichweite            | 1.000 km                                                                      |
| Bewaffnung            | ein 12,7-mm-MG UBS zwei 7,62-mm-MG SchKAS                                     |